# Michael Thevis
Michael Thevis (Raleigh, 25 febbraio 1932 – Bayport, 20 novembre 2013) è stato un imprenditore e criminale statunitense noto per il suo coinvolgimento nell’industria pornografica e per essere stato un assassino condannato. Operava principalmente ad Atlanta, in Georgia, ma aveva stretti legami con le Cinque Famiglie mafiose di New York e con la famiglia DeCavalcante di Newark, nel New Jersey. Dopo essere evaso dal carcere il 28 aprile 1978, Thevis fu inserito nella lista dei ricercati più pericolosi dell’FBI.

## Biografia
Thevis nacque a Raleigh, nella Carolina del Nord, e fu cresciuto dai nonni immigrati greci dopo la separazione dei suoi genitori. Abbandonò la scuola superiore a 17 anni e nel 1951 si trasferì ad Atlanta facendo l'autostop. Lì riuscì a terminare gli studi superiori e si iscrisse al Georgia Tech, ma lasciò l’università prima di laurearsi per diventare gestore di un’edicola, dove guadagnava 50 dollari a settimana.
Da giovane servì come chierichetto nella chiesa ortodossa greca e per un periodo considerò persino la possibilità di diventare sacerdote. Tuttavia, la sua infanzia segnata dalla povertà e una condanna per tentata rapina a mano armata lo spinsero a rivedere radicalmente i suoi progetti di vita.
A 19 anni sposò Joan, di tre anni più giovane, con la quale ebbe cinque figli: George, Christina, i gemelli Tony e Stephanie, e Jason.

## Attività imprenditoriale
Thevis fece fortuna nel settore della pornografia, in particolare grazie alle macchinette per peep show, che gli fruttarono milioni. Divenne celebre con soprannomi come "Il Re della Pornografia" e "Il Sultano dello Scandalo", e raggiunse lo status di milionario già a 37 anni.
Oltre al porno, si interessò anche all'industria musicale: la rock band Flood incise una colonna sonora per l’edizione americana del film di arti marziali Blood of the Dragon (1978), con Jimmy Wang Yu, prodotto dallo scrittore William Diehl. Tuttavia, il gruppo si sciolse dopo che l’etichetta discografica di Thevis, la GRC Records, fallì in seguito al suo arresto. Tra gli artisti che collaborarono con GRC ci furono Sammy Johns (noto per il successo Chevy Van), Moe Bandy e Loleatta Holloway.
Nel 1972, Thevis commissionò la costruzione di una delle residenze più imponenti di Atlanta: una villa in stile Tudor britannico da 30 stanze, chiamata "Lion’s Gate". Progettata da Robert Miller Green, architetto di Atlanta che si era formato sotto Frank Lloyd Wright, la dimora venne inizialmente valutata circa 3,3 milioni di dollari. Negli anni ’90, Lion’s Gate fu anche la casa delle star della musica Whitney Houston e Bobby Brown.

## Accuse e condanne
Nel novembre del 1970, Michael Thevis uccise a colpi di pistola Kenneth Hanna, un concorrente nel settore degli affari.
Nel settembre 1973, insieme al complice Roger Underhill, usò una bomba artigianale per assassinare Jimmy Mayes, un ex dipendente che aveva aperto un proprio negozio di riviste per adulti. Nel 1974, Thevis fu incriminato per trasporto di materiale osceno e per cospirazione finalizzata all’incendio doloso, accusa legata al tentativo di dar fuoco a un magazzino appartenente a un altro concorrente. Fu condannato e ricevette una pena di otto anni di carcere. Nello stesso anno, Underhill venne arrestato per possesso di beni rubati. Mentre era in prigione, decise di collaborare con le autorità diventando informatore, e accettò di indossare un microfono nascosto per registrare le conversazioni con Thevis.
Nel 1978, Thevis e diversi suoi complici furono incriminati per omicidio e per una serie di reati previsti dalla legge RICO (una legge creata per combattere le organizzazioni criminali).
Il 28 aprile 1978, Thevis evase dal carcere di New Albany, nell’Indiana. Nell’ottobre dello stesso anno, Roger Underhill - nel frattempo rilasciato sulla parola - fu ucciso insieme a Isaac Galanti, in un lotto di terreno di proprietà dello stesso Underhill, che Galanti era interessato ad acquistare. Underhill, prima di morire, riuscì a identificare Thevis come il suo aggressore.
Thevis fu catturato nel novembre del 1978, mentre tentava di prelevare una grossa somma di denaro da un conto bancario aperto sotto falsa identità nel Connecticut. Il 21 ottobre 1979, Thevis e due suoi complici furono condannati all’ergastolo.
Durante la detenzione, riuscì a ottenere il sostegno del deputato Andrew Young, che scrisse a Norman Carlson, direttore del Federal Bureau of Prisons, per raccomandare il trasferimento di Thevis in una struttura dove potesse ricevere cure mediche adeguate. All’epoca, Young era appena stato nominato ambasciatore degli Stati Uniti presso le Nazioni Unite dal presidente Jimmy Carter.

## Morte
Michael Thevis morì in carcere a Bayport, Minnesota, il 20 novembre 2013.